# Nguyễn Trọng Triển
Nguyễn Trọng Triển là một sĩ quan cấp cao trong Quân đội nhân dân Việt Nam, hàm Trung tướng. Ông nguyên là Phó Bí thư Thường trực Đảng ủy, nguyên Chính ủy Bộ Tư lệnh Thủ đô Hà Nội.

## Thân thế và sự nghiệp
Ông Nguyễn Trọng Triển sinh năm 1963, quê ở Tiên Du, Bắc Ninh.
Trước đó ông từng giữ chức Chính ủy Sư đoàn 325, Quân đoàn 2
Năm 2017, bổ nhiệm giữ chức Phó Chính ủy Quân đoàn 2
Tháng 11 năm 2017, bổ nhiệm giữ chức Chính ủy Quân đoàn 2
Tháng 3 năm 2019, bổ nhiệm giữ chức Chính ủy Bộ Tư lệnh Thủ đô
Thiếu tướng (2018); Trung tướng (2022);